# Військова реформа в Україні з 2014 року
Військова реформа в Україні з 2014 року — комплекс заходів з реформування Збройних сил України, започаткований з початку російської збройної агресії проти України і спрямований на підвищення обороноздатності України.

## Передумови до проведення реформи

### Стан Збройних сил України до початку російської збройної агресії
На початок 2014 рік ЗС України перебували в моральному, технічному і організаційному занепаді, що стало результатом спрямованої діяльності окремих політичних сил та хронічного недофінансування міністерства оборони. Так само період руйнації переживала і оборонна промисловість.

### Зовнішньо-політичні чинники
23 грудня 2014 Верховна Рада України скасувала позаблоковий статус України, що ознаменувало вихід України з буферної зони між Західним світом і Росією.

## Заходи з реформування Збройних сил України

### Організаційні заходи

#### Перехід до стандартів НАТО
У 2017 році підготовка проводилась відповідно до вимог 668 стандартів НАТО.

#### Реформа системи продовольчого забезпечення
В частині реформування системи продовольчого забезпечення розроблено проект та впроваджуються нові плани харчування, набір меню, правова база для постачання і програмне забезпечення для планування та обліку, що дозволять військовим своєчасно отримувати якісне та повноцінне харчування.

## Міжнародна підтримка реформ
Реформи відбуваються за сприяння НАТО та відповідно до стандартів НАТО.
У тісній співпраці з іноземними партнерами розробляються спільні програми підготовки українських військових, розробка законодавчих ініціатив. Іноземні партнери також надають фінансову та матеріально-технічну допомогу.
Проведення реформ здійснюється за сприяння спеціально створеного багатонаціонального координаційного комітету, до якого увійшли представники 4 країн-партнерів України. Робота комітету зосереджена на впроваджені ефективного управління оборонними установами

## Оцінки реформи
За оцінками Міністра оборони України Степана Полторака у 2017 році:
- Значно підвищено рівень мотивації до військової служби;
- Покращено стан укомплектованості Збройних Сил військовослужбовцями за контрактом;
- Послідовно реформуються системи управління та оборонного планування;
- Покращено стан забезпечення Збройних Сил озброєнням і військовою технікою;
- Суттєво підвищено якість та результативні показники підготовки військ;
- Створено фундамент ефективної системи логістики;
- Покращене медичне забезпечення Збройних Сил;
- Успішно відновлюється військова інфраструктура;
- Розширено мережу військових навчальних закладів;
- Зміцнена міжнародна підтримка процесів реформи.

## Критика реформи
Проектний офіс реформ Міністерства оборони України був ліквідований згідно з наказом Міністра оборони України № 120 від 10.04.2020.